# كريسوكاسترون (كافالا)

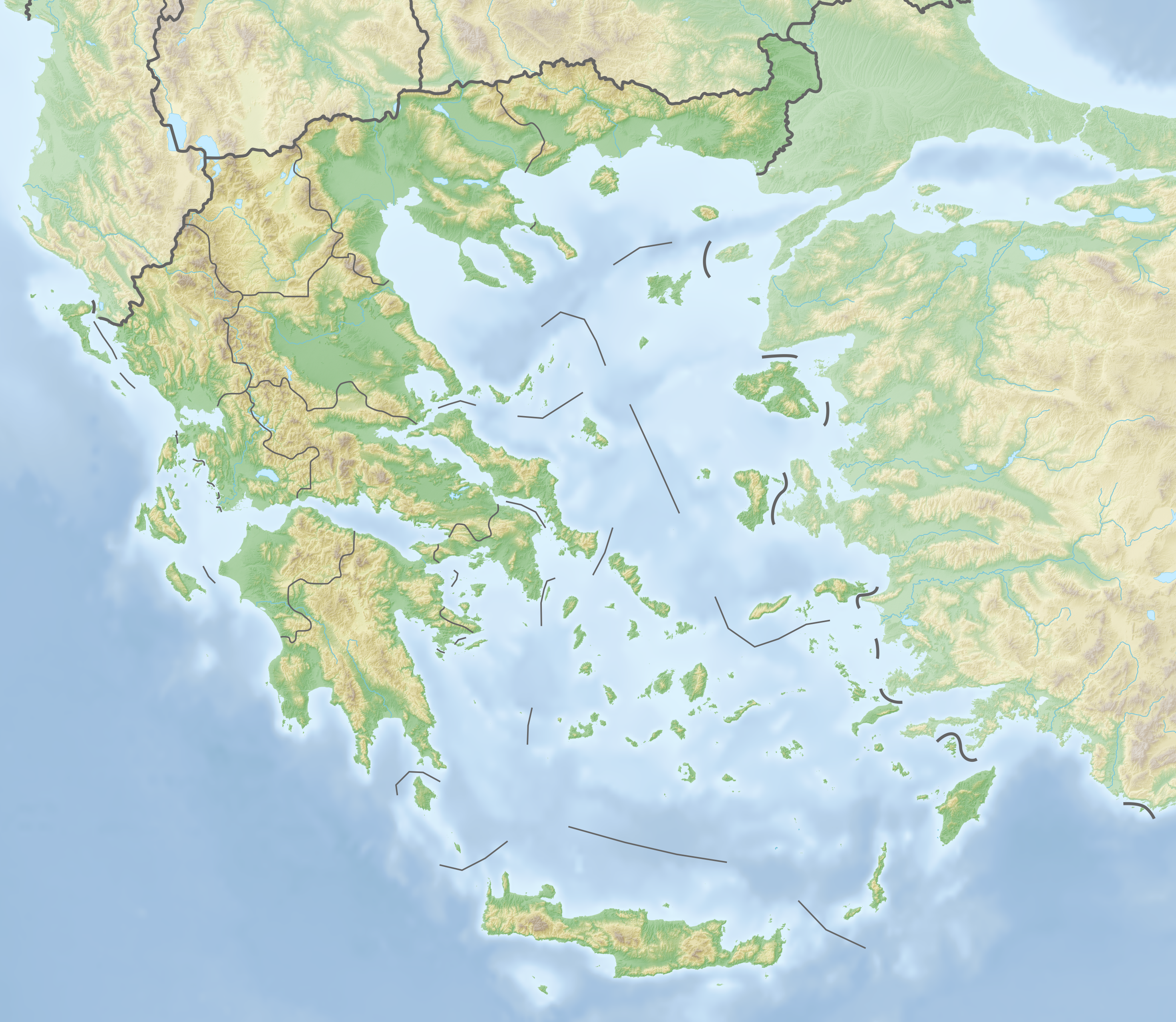

كريسوكاسترون (Χρυσόκαστρον) هي مدينة في كافالا في مقاطعة فوريا إلادا في اليونان.